# Världsmästerskapen i rodel 2009
Världsmästerskapen i rodel 2009 hölls den 1-8 februari 2009 i Lake Placid, New York i USA.

## Singel herrar
| Medalj | Deltagare            | Tid      |
| ------ | -------------------- | -------- |
| Guld   | Felix Loch (GER)     | 1.44,336 |
| Silver | Armin Zöggeler (ITA) | +0,213   |
| Brons  | Daniel Pfister (AUT) | +0,701   |

## Singel damer
| Medalj | Deltagare                  | Tid      |
| ------ | -------------------------- | -------- |
| Guld   | Erin Hamlin (USA)          | 1.28,098 |
| Silver | Natalie Geisenberger (GER) | +0,187   |
| Brons  | Natalja Jakusjenko (UKR)   | +0,236   |

## Dubbel
| Medalj | Deltagare                                            | Tid      |
| ------ | ---------------------------------------------------- | -------- |
| Guld   | Italien (Gerhard Plankensteiner, Oswald Haselrieder) | 1.27,401 |
| Silver | Tyskland (André Florschütz, Torsten Wustlich)        | +0,057   |
| Brons  | USA (Mark Grimmette, Brian Martin)                   | +0,210   |

## Lag mixed stafett
| Medalj | Lag                                                                             | Tid      |
| ------ | ------------------------------------------------------------------------------- | -------- |
| Guld   | Tyskland (Felix Loch, Natalie Geisenberger, André Florschütz, Torsten Wustlich) | 2.39,630 |
| Silver | Österrike (Daniel Pfister, Nina Reithmeyer, Peter Penz, Georg Fischler)         | +1,510   |
| Brons  | Lettland (Guntis Rēķis, Maija Tīruma, Andris Šics, Juris Šics)                  | +2,869   |